# Tom Trick (tecknad serie)
Tom Trick var en tecknad äventyrsserie som gick i svenska tidningar 1934-1985. Den var en översättning av den amerikanska serien Brick Bradford.
1933 skapade manusförfattaren William Ritt (1902-1972) och tecknaren Clarence Gray (1911-1957) serien Brick Bradford. Det var en sorts science fiction-berättelse, möjligen inspirerad av Buck Rogers som startat några år tidigare. Den publicerades i många tidningar i USA och spreds snabbt under olika namn också till flera andra länder. I Sverige fick hjälten heta ”Tom Trick”. Först ut var Hemmets Veckotidning 1934 och tidningen fortsatte med serien ända till 1985. Den gick periodvis också i andra tidningar: Aftonbladets bilaga Färglådan 1936, Expressen 1944-1946, Serienytt 1976-1980 och Blixt Gordon 1976-1983.
William Ritt slutade som författare 1949 och Gray tog över även manusarbetet. Från 1952 till 1987, då serien lades ner, tecknades och författades Brick Bradford/Tom Trick av Paul Norris (1914-2005).
Tom Trick var en okomplicerad hjälte. Han var nyfiken och gillade äventyr. Tillsammans med sina vänner Li Po och professor Westland upplevde han äventyr på jorden, reste till främmande planeter och gjorde tidsresor.
Brick Bradford blev också film. 1947 spelades det in femton episoder.
Det svenska rockgruppen Tom Trick, aktiv 1979-1983, hämtade troligen sitt namn från den tecknade serien.